# Рождество Богородично (Вернар)
„Рождество Богородично“ (на гръцки: Γενέσιον τῆς Θεοτόκου ι) е православна църква в сярското село Вернар (Паралимни), Егейска Македония, Гърция, енорийски храм на Сярската и Нигритска епархия на Вселенската патриаршия.
Църквата е изградена от заселените през 20-те години във Вернар бежанци от Мала Азия. След Втората световна война тази църква е разрушена и наблизо е построен съвременният храм.
Част от енорията е и църквата „Света Марина“.